# Óscar Pereiro
Óscar Pereiro Sio (Pontevedra, 3 agosto 1977) è un ex ciclista su strada spagnolo.
Professionista dal 2000 al 2010, vinse il Tour de France 2006.

## Carriera

### Primi anni
Professionista dal 2000, iniziò la carriera nella squadra spagnola Porta da Ravessa. Passò nel 2002 alla Phonak e nel 2006 alla Illes Balears-Caisse d'Epargne.
Nel 2002 arrivò il primo successo di una tappa, durante la Setmana Catalana. L'anno seguente vinse la sesta tappa del Tour de Suisse 2003. Nel 2004 vinse la Classique des Alpes e arrivò decimo al Tour de France con la Phonak. Giunse decimo al Tour de France anche nella edizione del 2005, quando riuscì anche a vincere anche una tappa (la sedicesima) e a vincere il Premio della combattività, e del 2007.
Sempre nel 2005 conquistò una tappa del Tour de Romandie.

### Il Tour de France 2006
Il Tour de France 2006 iniziò in salita, in quanto alla partenza della 13ª tappa, aveva un ritardo di 28'31" dalla maglia gialla Floyd Landis; perse terreno durante l'undicesima frazione, la Tarbes > Val d'Aran, con cinque salite pirenaiche di cui quattro di prima categoria ed il Colle del Tourmalet ad inizio corsa, che terminò con un ritardo di 26'26" sui migliori.
Nella tredicesima tappa fece parte, con altri quattro corridori, di una fuga bidone, lasciata arrivare fino al traguardo dal gruppo dei migliori. Il gruppetto di fuggitivi (Jens Voigt, Sylvain Chavanel, Manuel Quinziato, Andriy Grivko e appunto Pereiro) arrivò al termine della tappa con un vantaggio vicino alla mezz'ora; Pereiro, secondo dietro Voigt al traguardo di Montélimar, alla fine di quella tappa indossò la maglia gialla, con un minuto e mezzo di vantaggio sull'ex leader Landis. Mantenne la testa della classifica per sole due tappe e alla fine della quindicesima tappa, sull'Alpe d'Huez, Landis tornò a vestire il simbolo del primato.

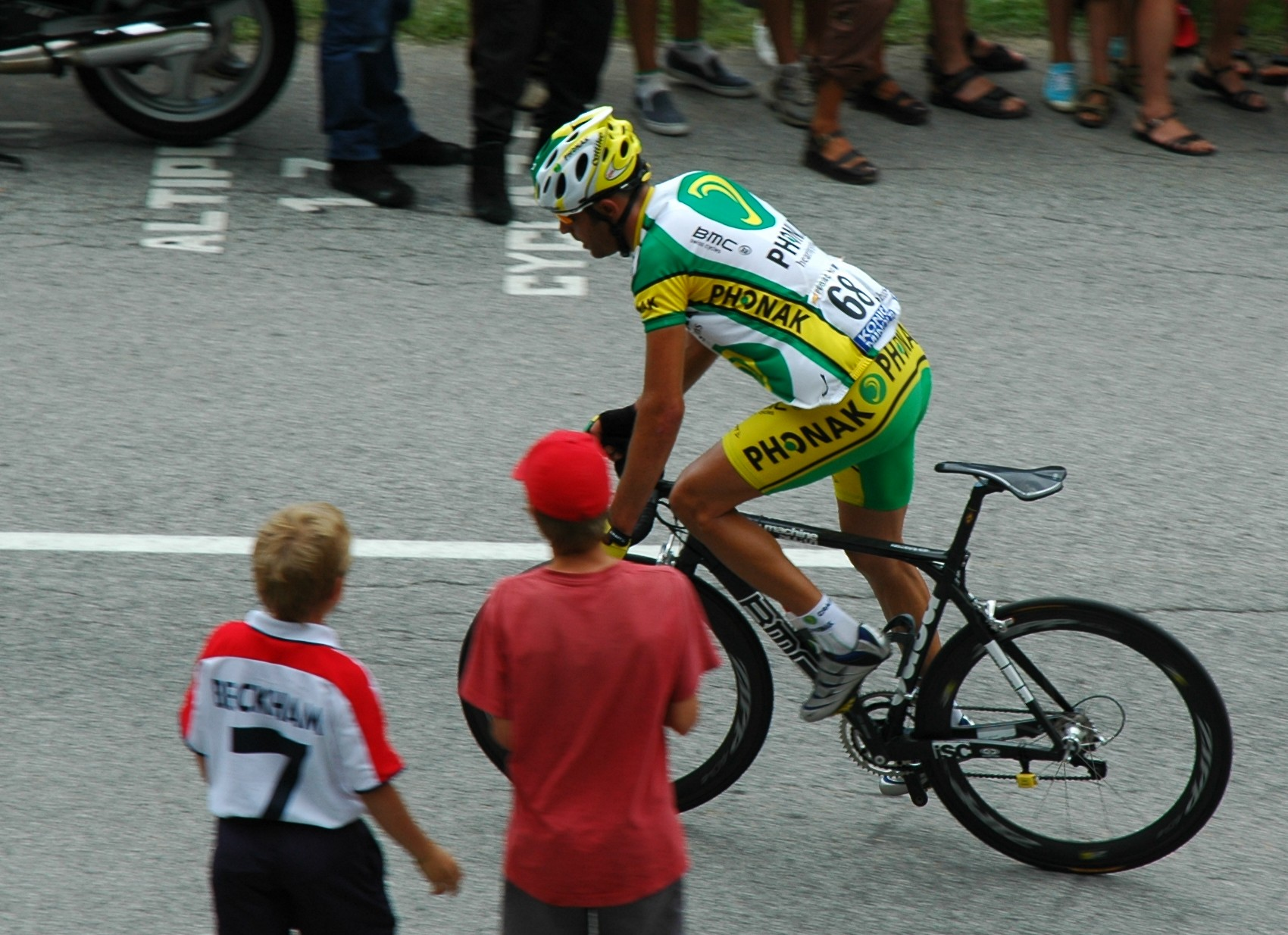
Pereiro nel 2005

La sedicesima tappa coincise con il crollo del leader americano, ex gregario dell'altro statunitense Lance Armstrong: già in difficoltà sulle prime rampe, una crisi di sete lo colpì sull'ultima salita a 10 km dalla vetta, La Toussuire (1705 metri di altitudine, 18,4 km di salita alla media del 6% di pendenza). Perse un minuto a chilometro e fu attaccato dai diretti avversari. Carlos Sastre lanciò l'attacco e l'unico che resistette fu proprio Pereiro. Landis arrivò con oltre dieci minuti di ritardo dal vincitore di tappa Rasmussen e con più di 8 minuti da Sastre e Pereiro.
Il giorno successivo, diciassettesima tappa, Landis, capitano della Phonak, attaccò riuscendo ad arrivare al traguardo con 5 minuti e mezzo su Sastre e più di 7 minuti su Pereiro: non fu abbastanza per riprendersi la maglia gialla, ma per la cronometro della diciannovesima frazione era favorito su Pereiro.
Nella tappa contro il tempo Landis a metà del percorso aveva già recuperato i 30 secondi che lo dividevano da Pereiro e al termine della tappa tornò ad indossare la maglia gialla che mantenne fino a Parigi.
Subito dopo la fine della corsa, però, due controlli antidoping rivelarono la positività di Landis: vennero infatti rilevate concentrazioni anomale di testosterone proprio dopo la diciassettesima tappa; a causa del ricorso di Landis, il verdetto ufficiale si trascinò fino al 20 settembre 2007, giorno in cui la corte arbitrale indipendente, dopo sentenza dell'Agenzia statunitense Antidoping, assegnò formalmente a Pereiro il Tour 2006, undici anni dopo l'ultimo trionfo iberico da parte di Indurain.
Tuttavia anche nei test antidoping dello stesso Pereiro fu riscontrata la presenza di salbutamolo, che non era ritenuta sostanza dopante dall'UCI per via della documentazione fornita dallo spagnolo che ne giustificava l'utilizzo terapeutico per l'asma.

### Gli anni seguenti
Dopo un 10º posto nel 2007, al Tour de France 2008 Pereiro fu compagno di squadra di Alejandro Valverde, uno dei favoriti per la vittoria finale, alla Caisse d'Epargne. Era quindicesimo in classifica generale quando, durante la discesa dal Colle dell'Agnello (quindicesima tappa), cadde a terra oltrepassando il guard-rail e precipitando per oltre cinque metri nella strada sottostante. Riportò solamente la frattura dell'omero e della spalla. Trasportato all'ospedale di Torino, fu poi operato a Vigo, in Spagna. Per lui il 2008 si chiuse qui e dovette rinunciare ai Giochi olimpici di Pechino.
Si ritira al termine della stagione 2010, dopo un anno passato all'Astana.

## Palmarès
- 1999 (dilettanti)

Grand Prix Ciudad de Vigo
Volta a Portugal do Futuro
- 2001 (Porta da Ravessa, una vittoria)

3ª tappa Grand Premio R.L.V.T. (Alcochete > Amadora)
- 2002 (Phonak, una vittoria)

5ª tappa Setmana Catalana (Vic > Sabadell)
- 2003 (Phonak, una vittoria)

6ª tappa Tour de Suisse (Silvaplana > Silvaplana)
- 2004 (Phonak, una vittoria)

Classique des Alpes
- 2005 (Phonak, due vittorie)

16ª tappa Tour de France (Mourenx > Pau)
Prologo Tour de Romandie (Ginevra, cronometro)
- 2006 (lles Balears, una vittoria)

Classifica generale Tour de France

### Altri successi
- 2005 (Phonak)

Premio combattività Tour de France
- 2007 (Caisse d'Epargne)

1ª tappa Volta Ciclista a Catalunya (Salou, cronosquadre)

## Piazzamenti

### Grandi giri
- Giro d'Italia

2002: 11º
- Tour de France

2004: 10º
2005: 10º
2006: vincitore
2007: 9º
2008: ritirato (15ª tappa)
2009: ritirato (8ª tappa)
- Vuelta a España

2002: 30º
2003: 17º
2005: 25º
2006: 49º
2007: ritirato (9ª tappa)

### Classiche
- Milano-Sanremo

2003: 52º
2004: 39º
2005: 47º
2009: 55º
- Liegi-Bastogne-Liegi

2003: 12º
2004: 43º
2005: 20º
2008: 66º
2009: 90º
2010: 82º

### Competizioni mondiali
- Campionati del mondo

Madrid 2005 - In linea: 50º